# Bilety
Bilety (ang. Tickets) – włosko-brytyjski film obyczajowy z 2005 roku, którego akcja toczy się w pociągu. Film składa się z trzech nowel, nakręconych przez trzech różnych reżyserów.

## Obsada
- Carlo Delle Piane – Profesor
- Valeria Bruni Tedeschi – Sabine, specjalistka od PR
- Silvana De Santis – Włoszka
- Filippo Trojano – Filippo
- Martin Compston – Jamesy
- Gary Maitland – Astronauta
- William Ruane – Frank
- Blerta Cahani – Dziewczyna
- Klajdi Qorraj – Chłopak
- Aishe Gjuriqi – Matka
- Sanije Dedja – Babcia
- Kledi Salaj – Dziecko
- Edmond Budina – Ojciec
- Danilo Nigrelli – Mężczyzna z telefonem
- Carolina Benvenga – Dziewczyna
- Barry Cameron – Szkocki turysta